# 伊利沙伯二世皇室勳章
伊利沙伯二世皇室勳章（英語：Royal Family Order of Elizabeth II）是一個由英女王伊利沙伯二世授予給英國王室女性成員的榮譽，並在正式場合佩戴。
勳章在伊利沙伯二世去世後不再頒授。

## 設計
女皇伊利沙伯二世的皇室勳章標章繪上穿着晚禮服並配戴嘉德勳章佩帶及星章的伊利沙伯二世女王本人。女王的肖像部分由象牙製成（自2017年起改為玻璃製成），周圍用鑽石圍邊，上面鑲有用鑽石和紅色琺瑯組成的都鐸王冠。標章背面鍍銀，上面以金和琺瑯印上王家標誌和聖愛德華王冠。勳章的絲綢佩帶為一個淡黃色的蝴蝶結。佩戴者應掛在左肩上。

## 已知佩戴者列表

### 已去世
- 1952年：伊莉莎白王太后（伊利沙伯二世之母）
- 1952年：瑪麗王后（伊利沙伯二世之祖母）
- 1952年：瑪嘉烈公主，後來成為斯諾登伯爵夫人（伊利沙伯二世之妹）
- 1952年：瑪麗長公主（伊利沙伯二世之姑母）
- 1952年：阿斯隆伯爵夫人愛麗絲公主（伊利沙伯二世之堂姑婆/舅婆）
- 1952年：告羅士打公爵夫人愛麗斯王妃（伊利沙伯二世之嬸母）
- 1952年：根德公爵夫人馬里納郡主（伊利沙伯二世之嬸母）
- 1981年：威爾斯王妃戴安娜（伊利沙伯二世長子之妻）[2][3]

### 在世
- 1952年：雅麗珊郡主，後來成為歐志偉爵士夫人雅麗珊郡主（伊利沙伯二世之堂妹）[4]
- 1961年：根德公爵夫人嘉芙蓮（伊利沙伯二世堂弟之妻）[5]
- 1969年：安妮公主，後來成為安妮長公主（伊利沙伯二世之女）
- 1973年：格洛斯特公爵夫人比哲特（伊利沙伯二世堂弟之妻）[6][7]
- 2004年：威塞克斯伯爵夫人蘇菲，後為愛丁堡公爵夫人蘇菲（伊利沙伯二世三子之妻）[8]
- 2007年：康沃爾公爵夫人卡蜜拉，後為卡蜜拉王后（伊利沙伯二世長子之妻）[9]
- 2018年：劍橋公爵夫人嘉芙蓮，後為威爾斯王妃嘉芙蓮（伊利沙伯二世長孫之妻）[10][11][12]